# ライヴ・イン・ジャパン (ヴァン・ヘイレンのアルバム)
『ライヴ・イン・ジャパン』（原題：Tokyo Dome Live in Concert）は、ヴァン・ヘイレンが2013年に録音、2015年に発表したライブ・アルバム。デイヴィッド・リー・ロスを含むラインナップでは初のライブ・アルバムである。

## 背景
アルバム『ア・ディファレント・カインド・オブ・トゥルース』（2012年）リリースに伴うツアーのうち、2013年6月21日の東京ドーム公演が収録された。エドワード・ヴァン・ヘイレンによれば、「ライブ・パフォーマンスではシンガーの負担が大きい。ウルフギャングと俺もコーラス部分でバックアップ・ボーカルを歌うから、ボーカルは日によって違うことが分かる」と考え、公演日の選択はデイヴィッド・リー・ロスに一任したという。なお、『ワシントン・タイムズ』誌のインタビューによれば、当初はデモ音源のリミックスや活動初期のライブ音源の発掘という計画もあったが、デモ・テープは既に紛失しており、初期のライブが収録されたブートレグは音質向上が困難だったため、新録音のライブ・アルバムの発売に変更された。
ローリング・ストーンズやブルース・スプリングスティーン等との仕事で知られるボブ・クリアマウンテンがミキシングを担当し、演奏上のミスは修正されずにそのまま収録された。また、マスタリングを担当したクリス・ベルマンは、本作と並行してロス在籍時の旧譜のリマスターも行った。
「ロックン・ロール・ベイビー」ではディープ・パープル「スモーク・オン・ザ・ウォーター」のリフが挿入されており、それに関してエディは「ディープ・パープルのアルバム『メイド・イン・ジャパン』が、この曲を水の中から浮上させたから、この曲を日本で演奏したら楽しいだろうと思った」とコメントしている。
本作のジャケット及び裏ジャケットは、アール・デコを好むロスのアイディアにより、アドルフ・ムーロン・カッサンドルの絵画が使用された。

## リリース
本作のリリースに先行して、「パナマ」と「悪魔のハイウェイ」のオーディオ・トラックが公開された。
バンドは2015年3月30日と31日の2日間、本作のプロモーションのためテレビ番組『ジミー・キンメル・ライブ!』に出演した。ロスを含むラインナップのヴァン・ヘイレンが、アメリカのテレビ番組でライブ・パフォーマンスを行ったのは、これが初めてである。

## 反響・評価
バンドの母国アメリカでは、発売初週に3万1千組を売り上げ、Billboard 200で20位、『ビルボード』のハード・ロック・アルバム・チャートで2位、ロック・アルバム・チャートで5位に達した。
Stephen Thomas Erlewineはオールミュージックにおいて5点満点中3点を付け「ファンの夢である、1977年から1984年のオリジナル・ラインナップのピークを捉えた2枚組ライブ盤ではないが、予想以上に力強い再結成である」「ロスの声は昔と同じではないにせよ、彼は今なお魅力を発散している」と評している。

## 収録曲
特記なき楽曲はデイヴィッド・リー・ロス、エドワード・ヴァン・ヘイレン、マイケル・アンソニー、アレックス・ヴァン・ヘイレンの共作。

### ディスク1
1. アンチェインド - "Unchained" - 4:56
  - アルバム『戒厳令』（1981年）より。
2. 悪魔のハイウェイ - "Runnin' with the Devil" - 3:44
  - アルバム『炎の導火線』（1978年）より。
3. シーズ・ザ・ウーマン - "She's the Woman" (David Lee Roth, Edward Van Halen, Wolfgang Van Halen, Alex Van Halen) - 2:57
  - アルバム『ア・ディファレント・カインド・オブ・トゥルース』（2012年）より。
4. アイム・ザ・ワン - "I'm the One" - 4:12
  - アルバム『炎の導火線』より。
5. タトゥー - "Tattoo" (D. Lee Roth, E. Van Halen, W. Van Halen, A. Van Halen) - 4:32
  - アルバム『ア・ディファレント・カインド・オブ・トゥルース』より。
6. エヴリバディ - "Everybody Wants Some!!" - 8:30
  - アルバム『暗黒の掟』（1980年）より。
7. サムボディ・ゲット・ミー・ア・ドクター - "Somebody Get Me a Doctor" - 3:22
  - アルバム『伝説の爆撃機』（1979年）より。
8. チャイナ・タウン - "China Town" (D. Lee Roth, E. Van Halen, W. Van Halen, A. Van Halen) - 3:22
  - アルバム『ア・ディファレント・カインド・オブ・トゥルース』より。
9. ヒア・アバウト・イット・レイター - "Hear About It Later" - 5:11
  - アルバム『戒厳令』より。
10. オー・プリティ・ウーマン - "(Oh) Pretty Woman" (Roy Orbison, Bill Dees) - 3:08
  - アルバム『ダイヴァー・ダウン』（1982年）より。
11. ミー&ユー（ドラム・ソロ） - "Me & You (Drum Solo)" - 2:54
12. ユー・リアリー・ガット・ミー - "You Really Got Me" (Ray Davies) - 5:34
  - アルバム『炎の導火線』より。

### ディスク2
1. 踊り明かそう - "Dance the Night Away" - 4:27
  - アルバム『伝説の爆撃機』より。
2. ウェイト - "I'll Wait" (D. Lee Roth, E. Van Halen, Michael Anthony, A. Van Halen, Michael McDonald) - 5:03
  - アルバム『1984』（1984年）より。
3. ロックン・ロール・ベイビー - "And the Cradle Will Rock..." - 3:44
  - アルバム『暗黒の掟』より。
4. ホット・フォー・ティーチャー - "Hot for Teacher" - 5:44
  - アルバム『1984』より。
5. ウィメン・イン・ラヴ… - "Women in Love..." - 4:24
  - アルバム『伝説の爆撃機』より。
6. ロメオ・デライト - "Romeo Delight" - 5:47
  - アルバム『暗黒の掟』より。
7. ミーン・ストリート - "Mean Street" - 5:11
  - アルバム『戒厳令』より。
8. ビューティフル・ガールズ - "Beautiful Girls" - 3:36
  - アルバム『伝説の爆撃機』より。
9. アイス・クリーム・マン - "Ice Cream Man" (John Brim) - 5:10
  - アルバム『炎の導火線』より。
10. パナマ - "Panama" - 4:20
  - アルバム『1984』より。
11. 暗闇の爆撃 - "Eruption" - 8:08
  - アルバム『炎の導火線』より。
12. 叶わぬ賭け - "Ain't Talkin' 'bout Love" - 6:07
  - アルバム『炎の導火線』より。
13. ジャンプ - "Jump" - 5:48
  - アルバム『1984』より。

## 参加ミュージシャン
- デイヴィッド・リー・ロス - ボーカル
- エドワード・ヴァン・ヘイレン - ギター、キーボード、バッキング・ボーカル
- ウルフギャング・ヴァン・ヘイレン - ベース、バッキング・ボーカル
- アレックス・ヴァン・ヘイレン - ドラムス、パーカッション